# 林紀恵
林 紀恵（はやし のりえ、1964年8月31日。 - ）は、日本の元アイドル歌手。本名は林紀江（読みは同じ）。北海道札幌市出身。札幌市立中の島小学校→札幌市立平岸中学校→札幌大谷高等学校→堀越高等学校卒業。アイドル時代の所属事務所はホリプロダクション、レコード会社はキャニオンレコード／NAVレーベル。

## 人物
1歳年下の弟がいる。子供の頃は男勝りで活発、子供の頃から楽天家でさっぱりした性格だったという。小学生の頃は人気投票をしても、よく1位になったほどの人気者だった。運動会で走ってもいつも1位か2位だったが、スポーツは陸上競技よりも球技やスキー、スケートの方が好きだったという。スポーツ選手になる夢を持っていたこともあったが、タイムやスピードを競うのは苦手で、水泳はのんびり長距離を泳ぐ方を好み、球技もシュートがうまくはいればそれで楽しかったといったものだった。
小学校の高学年頃から歌に興味を持ち始め、中学生になって石野真子の活躍を知るようになって芸能界に関心を持つ。しかし小学4年生の時まで歌は歌ったことが無く、本人は「その頃までは音痴だった」と話したことがある。高校に入学して、最初部活はバスケットボール部だったが、後に限界を感じ、親からも心配されたことで茶道部、華道部に転じる。その頃になったらスポーツよりも芸能界に関心が移っていたことも転部の一因の一つだったという。
第5回ホリプロタレントスカウトキャラバンに応募して一次審査を通過。この通知のハガキを見た両親が反対した他、高校の先生からも「テレビに出るなら退学覚悟で出なさい」と言われたことがあったが、ホリプロ側からの説得もあって出場を続行。決戦大会で岩崎良美の「涼風」を歌ってグランプリを受賞し、1981年3月21日「えとらんぜ」で歌手デビュー。楽曲はヒットメーカー小田裕一郎に作曲を依頼し、連続ドラマやテレビCMにも出演。林にかけられた宣伝費は約2億円と言われた。テレビドラマ『ひまわりの歌』に出るまで、芝居は学芸会でもやったことが無かったという。 
1983年、高校卒業と同時に引退。アイドル時代にカメラアシスタントの男性と恋愛関係になり、隠れてデートを繰り返したものの、後に事務所にバレた。そこで自由に恋愛出来ないアイドルである自分に悩み「私は芸能界の水に合わない」としてアイドルをやめる決心をしたことが引退の理由だったという。引退後は北海道に帰ってOLとなり、そこの勤務先で出会った男性と24歳で結婚し、子供ももうけたが後に離婚。シングルマザーとなって子供を引き取り育てるが、ストレスから突発性難聴やパニック障害を発症したこともあった。その後42歳の時に介護ヘルパー1級の資格を取得。2019年時点で愛知県豊田市内の介護施設に勤務していることが、2019年7月19日放送の『爆報! THE フライデー』（TBS）で紹介され、林自身も同番組にて引退以来36年ぶりにテレビ出演した。
女優の野村真美は同期で共にホリプロタレントスカウトキャラバンで争った同士でもあり、この時から友人同士でもあった。林の引退後は音信不通状態になっていたが、前述『爆報! THE フライデー』の番組中で再会を果たした。
1981年当時の公称サイズは、身長158cm、体重53kg、B84cm、W60cm、H88cm。

## ディスコグラフィ

### シングル
| #                       | 発売日                  | タイトル                                                               | c/w                                                         |
| キャニオンレコード／NAV | キャニオンレコード／NAV | キャニオンレコード／NAV                                                | キャニオンレコード／NAV                                     |
| ----------------------- | ----------------------- | ---------------------------------------------------------------------- | ----------------------------------------------------------- |
| 1st                     | 1981年3月21日           | えとらんぜ 作詞：中里綴 作曲：小田裕一郎 編曲：大村雅朗                | 16キラリズム 作詞：中里綴 作曲：沙羅 編曲：大村雅朗         |
| 2nd                     | 1981年6月21日           | 素敵なラブ♥モーション 作詞：麻木かおる 作曲：小田裕一郎 編曲：大村雅朗 | 太陽の恋人たち 作詞：中里綴 作曲：小田裕一郎 編曲：大村雅朗 |
| 3rd                     | 1981年9月21日           | タオルをなげて! 作詞：麻木かおる 作曲：森田公一 編曲：飛澤宏元         | 投げキス飛行 作詞：沙羅 作曲：林哲司 編曲：松任谷正隆       |
| 4th                     | 1982年1月21日           | 影踏みシティー 作詞：吉田健美 作曲：杉本真人 編曲：飛澤宏元            | 春のくすぐり 作詞：中里綴 作曲：森田公一 編曲：飛澤宏元     |

## 出演

### テレビドラマ
- ひまわりの歌（1981年 - 1982年、TBS） - 大木香子 役
- ハウスこども傑作劇場『薫は少女・2　燃えつきた18年編』（1982年9月14日、テレビ朝日）

### テレビバラエティ
- ザ・テレビ演芸（テレビ朝日）[3]

### CM
- 江崎グリコ
- 花王

### ラジオ
- ザ・パンチ・パンチ・パンチ（1981年1月 - 1982年12月、ニッポン放送） - 8代目パンチガール（パーソナリティ）としてレギュラー出演